# 采配のゆくえ
『采配のゆくえ』（さいはいのゆくえ）は、2008年10月23日にコーエー（現・コーエーテクモゲームス）より発売された、ニンテンドーDS用の合戦アドベンチャーゲームである。開発は無双シリーズで知られるオメガフォース。

## 概要
本作は、関ヶ原の戦いを題材に、西軍の指揮官石田三成を主人公、東軍総大将徳川家康を敵役とし、主に西軍側から見た関ヶ原を描くものである。回想シーンも挿入されるが、基本的には慶長5年（1600年）9月15日から翌朝までの丸一日を体験するストーリー構成となっている。
主人公・三成を始め、ほとんどの登場人物は実在の戦国武将であるが、容姿・性格や後述の「天の眼」などの特殊能力など、大胆に脚色したキャラクターになっている。しかし、キャラクターの根本的な部分では史実に倣う部分も多い。

## ゲームシステム
ゲームは「戦略パート」と「合戦パート」とに分かれ、戦略パートで武将達の情報を得て、合戦パートでそれを元に説得することで三成の指揮に従わせる、というのが基本的な流れとなっている。
戦況はストーリーによって刻々と変化するので、味方の状況を知らせてもらう「報告」と、こちらからの指示を伝える「伝令」、別の戦場を確認する「地図」などのコマンドを使い、提示される選択肢の中から最良のものを選びつつ、敵対する東軍を迎え討たなくてはいけない。
こちらからの指示通りに動かない味方武将には「説得」を行なわなくてはならず、それまでに得た情報の中から相手の心を動かすキーワードやアイテムを突き付けて懐柔するシステムとなっている。選択肢の失敗は5回まで許され、説得が成功すれば状況は好転するが、失敗した際にはやり直しが出来る場合とそうでない場合（三成の死亡によりゲームオーバー）がある。なお、「説得」は味方武将だけでなく、暴走して突撃してきた敵武将や、その他の相手にも行わなくてはならない場合がある。
ゲーム中盤になると「天眼」と呼ばれる戦場システムが導入され、碁盤状の升目の上で武将たちをパズルのように読み解くことになる。積極的に追いかけてくる敵、守りに徹している敵、逃げ腰の敵など、相手の行動パターンを考慮しつつ味方武将を動かし、騎馬突撃や槍ぶすまなどの戦術が効果的に使える陣形に誘導する（完成形は画面に表示される）。すべて三成の思考上のことなので、何度失敗してもやり直しができ、成功すると実際の行動に移される。

## 主要登場人物
※以下の年齢や身長はゲーム上の「ビジュアル設定」であり、歴史上の事実とは異なる。

### 西軍
石田三成（身長：173cm / 年齢23歳）
趣味：ダジャレ / 苦手：柿
主人公。豊臣家に忠誠を誓い、自分の信念に誇りを持ち、敵味方問わず誠実に相対する熱血漢である。そのため、左近らからは「バカ」と呼ばれるが、それこそが三成の最大の魅力であり、長所といえる。情より理屈を優先しがちで、根回しも苦手であり味方は少ないが、彼の真意を知る者たちとは、なかばあきれられながらも強い絆で結ばれている。ゲーム中盤で明らかになるあるエピソードにより、人の心を読む「天の眼」の力に目覚め、これが極限まで高まると、戦場の流れをも読むことができるようになる。つまらないダジャレを連発し、たまきに呆れられることが多々ある。西軍を指揮した経験から、人間的に大きく成長していく。
島左近（身長：180cm / 年齢40歳）
趣味：散歩・旅行 / 好物：団子
三成の家臣であり、天下に名を知られる名軍師。君主である三成を遠慮なしにバカ呼ばわりしているが、実際には敬服の念を持ち、三成の安否が不明となった際にはうろたえ、我を失いかけたりもする。三成の理想論を真摯に受け止め、実現のために命を懸ける、頼れる父親的な存在。
たまき（身長：140cm / 年齢15歳）
趣味：木のぼり / 好物：だいふく
島左近の娘。前線に赴く左近に代わり、警護兼補佐役として、三成を陰に日向に助ける。父同様、三成に対してずばずばと物を言う。仕事第一だった左近とは、幼少時から武芸・軍学を厳しく仕込まれたこともあって心の溝があり、人目のないところではお互いによそよそしく（時には険悪に）接するなど、距離を感じさせる。白ネズミの梅だいふくを連れている。
大谷吉継（身長：178cm / 年齢27歳）
趣味：ひなたぼっこ / 好物：塩こんぶ
三成の親友であり、西軍きっての切れ者。病により余命僅かであり、既に視力を失っているが、三成との友誼と義のため、西軍に参戦する。外見は優男然としているが、優れた戦略眼を持ち、勝つためには時に仲間や自らをも犠牲にする豪胆さを見せる。
宇喜多秀家（身長：168cm / 年齢21歳）
趣味：読書 / 苦手：好き嫌いなし
西軍の主力を率いる武将。備前57万石の大大名であり、秀吉の養子ということもあって、非常にわがままで傲慢なお坊ちゃん。しかし、その栄誉や矜持を守るために、影で人一倍努力している一面もある。
小西行長（身長：150cm / 年齢43歳）
趣味：金勘定 / 苦手：好き嫌いなし
西軍の武将。商人上がりらしく、損得を第一に考え、算盤を手放さない。味方の危機にも「得」を見い出せない限りは、助けに入ることがない。少しでも危険を感じれば、すぐに戦場を離脱しようとするが、それは「家臣や領民のためにも損をしてはならない」という彼なりの哲学によるものであり、家臣らの命のためなら自分を投げ出すことも辞さない。
島津義弘（身長：195cm / 年齢55歳）
趣味：昼寝 / 好物：魚
西軍の武将。「鬼島津」と呼ばれる九州の雄で、無口で泰然とした歴戦の勇士。大大名ながら、関ヶ原参戦時の兵力は少なく、積極的に戦闘に参加しようとしないなど、謎の行動を見せる。家臣一同からの支持は絶大であり、そのリーダーシップを発揮して一騎当千の活躍を見せる。額に丸十字の模様があるオニぼんたんという名のネコを常に抱きかかえている。名前の由来は姿がボンタンに似て、鬼のように強いことから。感情の変化が少ない義弘の感情を表象している。なお、義弘は、朝鮮出兵において、猫の瞳孔で時を見るため、七匹の猫を連れていたという伝承がある。
島津豊久（身長：190cm / 年齢28歳）
趣味：兵法の勉強 / 好物：焼酎
西軍の武将であり、義弘の甥。戦闘を傍観している義弘に代わり、実質的に島津軍の指揮を任されている。敵の策略により、三成に侮辱されたと思い込んでしまったため、誤解が解けた後も三成を嫌い続ける（人の好き嫌いが激しい）。ただし、理に適った采配であれば、受け入れる度量も持ち合わせる。非常に強面。
小早川秀秋（身長：170cm / 年齢16歳）
趣味：笑顔の練習 / 好物：たけのこ
かつては豊臣秀吉の後継者として養子になったが、嫡子・秀頼の誕生により、その立場を失うことになった悲劇の貴公子。西軍の主力武将であるが、部隊を動かす気配が見られない。普段は愛くるしい笑顔で邪気のない振る舞いをしているが、胸の内は豊臣秀吉を始めとするさまざまな人物への恨みで満ちている。
毛利秀元（身長：170cm / 年齢22歳）
趣味：囲碁 / 好物：牡蠣
西軍総大将毛利輝元の名代として参戦。兵力的にも西軍の主力であったが、家臣の吉川広家が東軍に通じており、意図的に戦闘を妨害したため、不戦を余儀なくされている。毛利の名の重圧から、自らが決断することを拒み、周りの者の言いなりとなっている。
吉川広家（身長：180cm / 年齢38歳）
趣味：料理 / 好物：エビ
毛利輝元の家臣であり、毛利家では実力と実績があるため、絶大なる発言力を持つ。合戦開始後もまったく動く気配がないどころか、毛利軍の進路を阻む形で布陣している。
安国寺恵瓊（身長：100cm / 年齢53歳）
趣味：おしゃべり / 好物：おとうふ
外交手腕に優れ、僧侶の身でありながら大名となった。武将とはいえ仏に仕える身であるため、争いを嫌い、積極的に戦闘に参加しないこともあるが、必要とあれば、「一蓮托生」の精神で協力を惜しまない。

### 東軍
徳川家康（身長：165cm / 年齢55歳）
趣味：長生き（健康管理） / 好物：煮物
関東250万石を治める大大名。五大老の筆頭だが、秀吉亡き後の実質的な天下の支配者。東軍総大将であり、三成の宿敵として関ヶ原で激突する。戦場で常に二手三手先を読む「天の眼」の力を自在に操り、西軍を次々と窮地に追い込んでいく。威風堂々とした傑物であり、冷静沈着な現実主義者。傲慢ではあるが、私欲のままに天下を欲しているわけではなく、ある理想を胸に秘めている。
福島正則（身長：180cm / 年齢43歳）
趣味：鍛錬 / 好物：甘いもの
幼少から秀吉に仕えてきた、豊臣家の最古参の一人。かつては戦場で輝かしい戦功を次々と上げていたが、文治派の台頭により活躍の場を奪われ、次第にそれが三成への個人的な恨みに変わっていった。前年、前田利家が死亡すると、家康側に唆され三成を襲撃する。武力一辺倒の猪突猛進な性格で、関ヶ原では宇喜多秀家隊などと激突する。
井伊直政（身長：180cm / 年齢25歳）
趣味：名乗りと登場の仕方の練習 / 好物：おまんじゅう
東軍の武将。赤備えの甲冑に身を包み、正義の使者として己の信じる正義（家康）のために、対する者をすべて悪と断じて、颯爽と戦場に現れる。関ヶ原の戦いでは、先鋒の正則を差し置いて一番乗りを果たす、血気盛んな性格。「闇あるところに光りあり、悪あるところに正義あり」などの決めセリフと、青いマフラーがトレードマーク。
藤堂高虎（身長：183cm / 年齢29歳）
趣味：測量 / 好物：おもち
東軍きっての知恵者。秀吉の死後、家康側について工作活動を行う。関ヶ原では部隊を率いて自ら戦闘に参加する一方で、忍者やくノ一を率い、西軍に対してさまざまな調略や策略を行なう。一見すると覇気のないおどけた性格だが、冷静沈着さと高い観察眼を兼ね備え、家康からの信頼も厚い。「熱くなったら負け」がポリシーで、熱血漢である三成をバカにしている。
細川忠興（身長：183cm / 年齢23歳）
趣味：絵画・舞・茶の湯 / 好物：お茶
東軍の武将。関ヶ原以前の事件で愛妻・ガラシャを亡くすが、その責任が三成にあると思い込み、激しく憎んでいる。本来は妻のために小鳥を贈るような優しい人物。
田中吉政（身長：148cm / 年齢35歳）
趣味：製図 / 好物：お漬物
東軍の武将。お人好しな性格で、三成とは旧知の仲であることから、戦にはあまり積極的ではないが、お目付け役のお勝の方の暴走を止め切れず、いつも振り回される形で戦闘に参加する。お勝の方の目がない時はそっと戦場を離脱するなど、戦国大名らしくない人柄の人物。
お勝の方（身長：157cm / 年齢18歳）
趣味：殿と一緒なら何でも楽しい / 好物：殿が好きなものなら何でも好き
家康の妻。戦意高揚のために従軍したが、夫を思うあまりに、勢い余って最前線に出撃してしまう。持ち前の勇気とひたむきさで常に前進一本槍なのだが、それゆえに周りが見えず、目付け役の田中吉政を始め、周囲の気を揉ませる。
黒田長政（身長：188cm / 年齢28歳）
趣味：武具の手入れ / 好物：イカ
東軍の武将。豊臣家の家臣であるが、義よりも実を取った父・孝高に従い、東軍に参加する。きわめて慎重な性格で、黒田家の立場を守るため、勝利に非常な執念を燃やす。奇抜な前髪と大きな兜がトレードマーク。言葉の端々に「イカ」とつける癖がある。福島らの三成襲撃にも参加していた。
本多忠勝（身長：200cm / 年齢45歳）
趣味：鍛錬と読書 / 好物：お米
家康からの信頼も厚い、徳川家最強の武将。「一度も戦場で傷ついたことがない」といわれるほどの武勇を持ち、三成たちの前に立ちはだかる。家康を心から慕い、その盾としてどんな状況になろうとも、守り抜く努力を惜しまない。
池田輝政（身長：180cm / 年齢32歳）
趣味：坐禅 / 好物：好き嫌いなし
東軍の武将。父の恒興と兄の元助が、小牧・長久手の戦いで自らに課せられた使命を忘れて突出し、討ち死にした挙句、敗戦となってしまったことから、使命に忠実であることにこだわる。非常に義理堅く、主の命令はいかなる事態においても厳守する。あまりにも愚直に任務を徹するため、逆に東軍内でも心配の種となっている。
本多正信（身長：145cm / 年齢63歳）
趣味：ひめよもぎとたわむれること / 苦手：鶏肉と卵が嫌い
家康の家臣。元は鷹匠であるが、謀略の才能を家康に買われて重臣となった。謀略の大半は彼によるものと言われるほどの策略家で、他人の弱みに付け込んで痛めつけることを好む、歪んだ一面も持っている。ひめよもぎという鷹を飼育している。

### その他
淀殿（身長：168cm / 年齢30歳）
趣味：お花見 / 好物：かまぼこ
豊臣秀吉の側室であり、秀吉の嫡子・秀頼の生母。秀吉亡き後の豊臣家の象徴として、一門をまとめている。戦乱の気配に心を痛め、大名の妻たちを大阪城に避難させるよう、三成に協力を頼む。一見するとか弱く、思わず守りたくなるような風貌をしているが、時代に翻弄され、あまりにも悲劇的な人生を歩んできたために、内面には計り知れないものを秘める。
細川ガラシャ（身長：170cm / 年齢22歳）
趣味：西洋の小物あつめ / 好物：コンペイトウ
細川忠興の妻。絶世の美女として知られ、西洋の文化に詳しい。何があろうとも夫との愛を貫こうとするほど情の深い人物であるが、三成の説得に応じて人質となることに応じた翌日、屋敷が原因不明の火災に見舞われ、短い生涯を終える。背景に巨大な百合を背負っているが、これについてはつっこんではいけない。
はつ（身長：165cm / 年齢20歳）
趣味・好物：ヒミツ
秀吉が亡くなった頃から三成が佐和山城で謹慎になる頃まで仕えていた、三成の侍女。幼少期に三成と交流があり、その事がきっかけで三成に強い恋心を抱いている（三成は忘れている）。

## その他
- テレビCMでは、倖田來未が歌う『TABOO』を楽曲として起用していた。
- 本作は人気投票が、読売新聞のWEBサービスyorimo上、女性向けゲームマガジン『B's-LOG』誌上、公式設定資料集のアンケート、と三度も行われている。いずれも石田三成、大谷吉継、藤堂高虎などが共通上位にランクインしているが、各キャラクターとも毎回順位が違っていた。なお、『B's-LOG』での投票では、2位の石田三成を大谷吉継が10倍差の3057票で抑え込み、1位を獲得するという珍事が起こっている。
- 本作は歴史偉人系ゆるキャラとのコラボレーションが盛んに行なわれた。『B's-LOG』では、藤堂高虎の餅の逸話をモチーフにしたシロモチくんとのコラボレーションイラストが描かれ、設定資料集の巻末特集ではいしだみつにゃんやおおたににゃんぶほか、登場キャラクターゆかりのゆるキャラが多数登場している。